# 東交バス
東交バス株式会社（とうこうバス）とは、香川県高松市に本社がある観光バス会社。

## 概要
規制緩和以前から貸切バス事業を行っている老舗企業である。同社社長が香川オリーブガイナーズの社長を兼務する関係で、専用車のガイナーズバスも運行していた。その他、農協観光のツアー専用車も保有していた。旅行部門では香川県発のスキーツアーを積極的に企画している。

## 各営業所・案内所
- 本社
  - 住所： 760-0064 香川県高松市朝日新町32番10号
- 東京営業所（東京リザーブセンター内）
  - 住所： 110-0005 東京都台東区上野七丁目14番17号

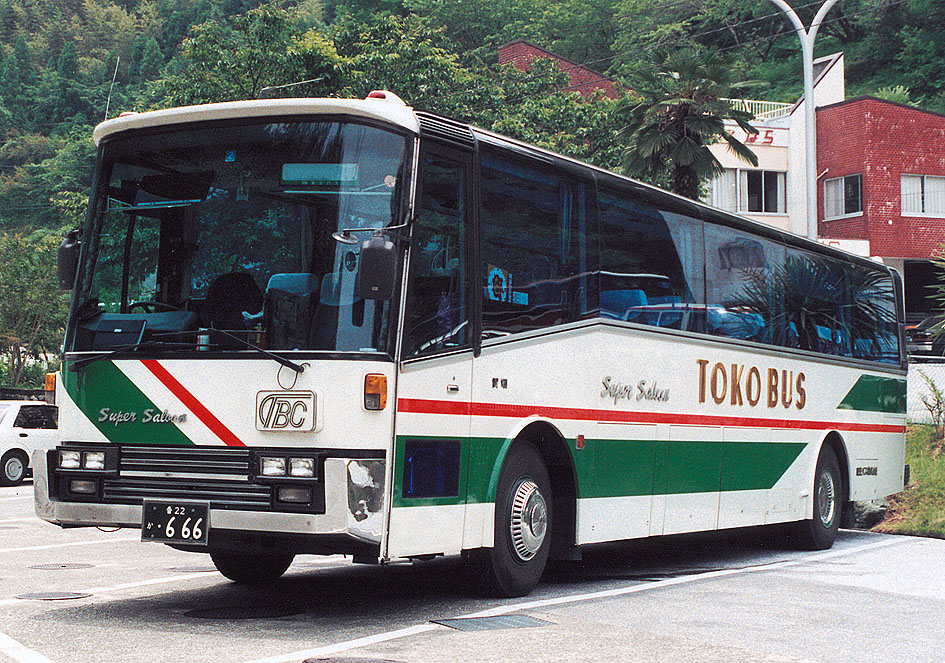
三菱ふそう車両に富士重工ボディー
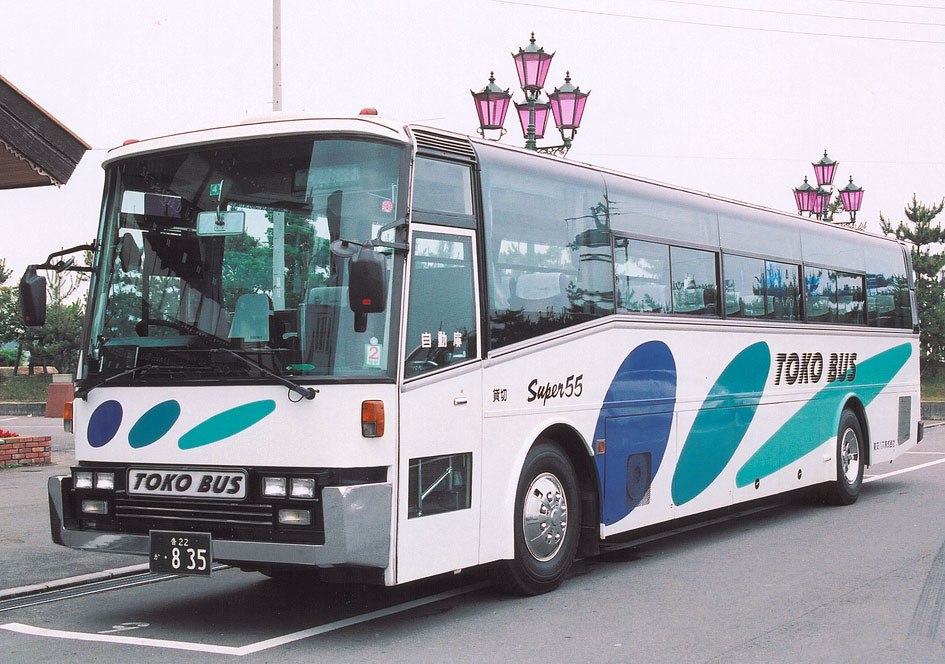
日野車両に富士重工ボディー

## 重大事故
安全第一を掲げる同社だが、2009年6月に長野県・中央道を走行中にエンジンから出火し車輌火災が発生、2010年2月には香川県・高松道を走行中に乗務員が意識を失って中央分離帯へ衝突する事故を発生させる。このとき旅客自動車運送事業運輸規則に違反し、乗務員の休息時間を充分に確保していなかった事が問題視されている。また、当初の取材では労働時間について問題はなかったかという記者の問いに対し「普通だった」と答えていた。
後の調査で、乗務員の勤務体制および、休息時間の確保について問題がなかったことが判明している。また2011年7月には愛媛県四国中央市の高知自動車道上り線で、走行中出火、全焼した。

## 関連会社
- 東讃交通
- 東交自動車
- 白鳥自動車学校
- 四国にぎわいネットワーク - 道の駅源平の里むれの指定管理者